# Remando hacia el mar
Remando hacia el mar, en inglés Paddle-to-the-Sea, es un libro infantil y juvenil escrito e ilustrado en 1941 por el escritor e ilustrador estadounidense: Holling Clancy Holling.
Fue premiado con la Medalla Caldecott en 1942. 
En 1966 se rodó una película basada en el libro, producida por el National Film Board of Canada y dirigida por Bill Mason. En 1967 fue nominada a un Oscar al mejor cortometraje.

## Argumento
La historia empieza junto al lago Nipigon, en Canadá. El protagonista es un niño indio quien, en su ansia de aventura, crea a Paddle, una canoa con un pequeño indio a bordo tallada a partir de un pedazo de madera. La coloca sobre la nieve en lo alto de una colina con una inscripción grabada en la parte de abajo: "Por favor, devuélveme al agua, estoy remando hacia el mar". El deshielo arrastra a Paddle hasta un arroyo y después hasta un río que desemboca en el Lago Superior. De esta forma comienza el largo viaje de cuatro años por los Grandes Lagos hasta alcanzar el Océano Atlántico. Las aventuras de Paddle navegando de lago en lago sirven de vehículo para que el lector conozca la geografía e historia de esa inmensa región. Los veintisiete capítulos de que consta el libro, de apenas una página cada uno, están ilustrados por el propio autor. 